# مثروديطوس

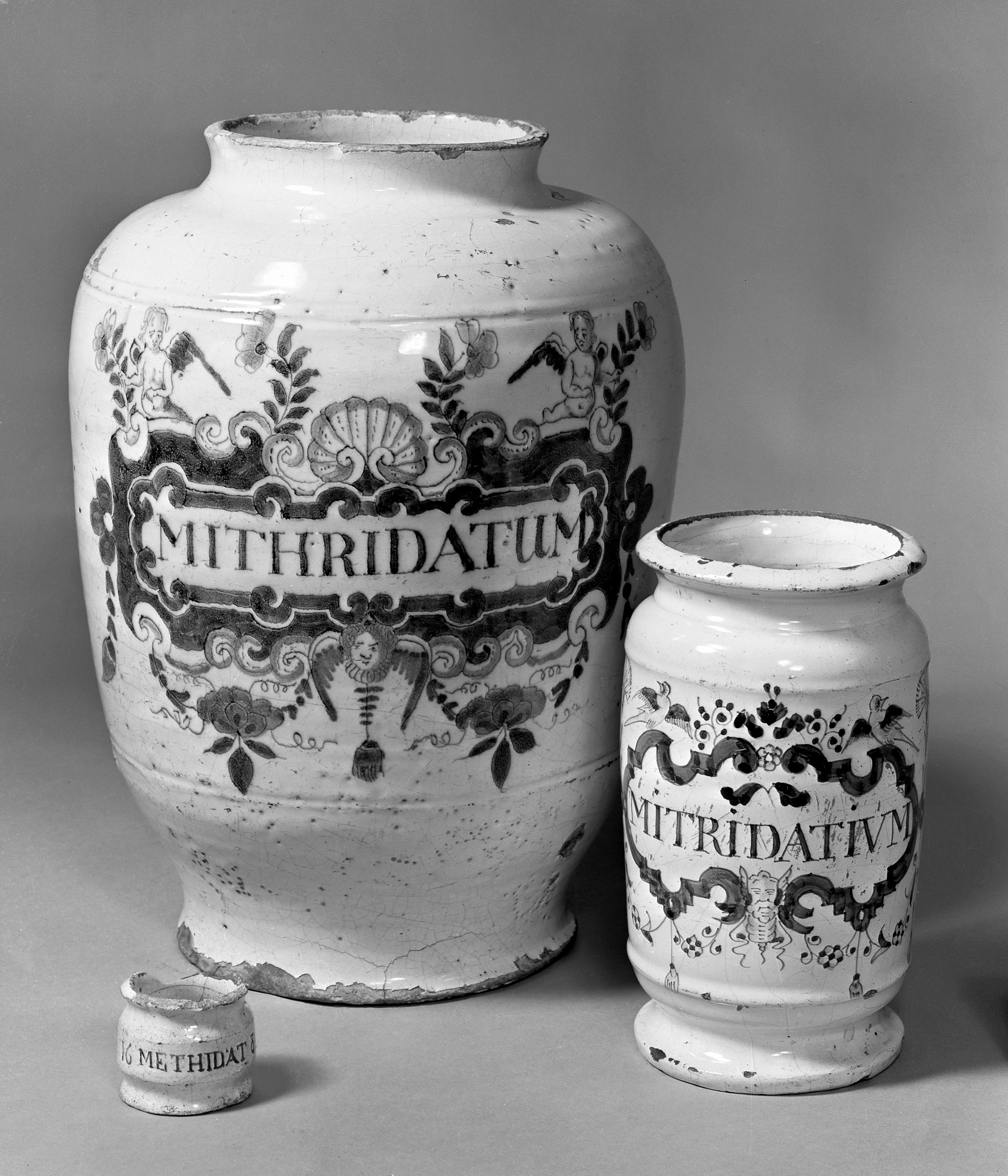

المثروديطوس (ويمسى اختصارا مثر أو الطوس) هو الترياق الذي قام بتحضيره «الملك مثريديت» وكان من أشهر الترياقات قبل اختراع «الترياق الفاروقي».
قال ابن سينا في القانون:
ثم ذكر تركيبتها وقال: «يؤخذ زعفران ومر وغاريقون وزنجبيل ودارصيني وكثيرا من كل واحد عشرة دراهم سنبل» الخ.